# Cultus : Organismes Génétiquement Monstrueux
Pour plus de détails, voir Fiche technique et Distribution.
Cultus : Organismes Génétiquement Monstrueux (en VO Snakehead Terror) est un téléfilm d'Horreur réalisé par Paul Ziller et diffusé le 13 mars 2004 sur Sci Fi Channel.

## Synopsis
La petite ville de Cultus dans le Maryland se remet péniblement d'une saison économiquement désastreuse. Un autre phénomène particulier secoue le lac : il devient de plus en plus vide. Les poissons sont devenus rares. Des scientifiques ont l'idée de verser des hormones afin de faire proliférer les espèces mais cela a pour résultat une mutation des poissons qui deviennent monstrueux et voraces. Le shériff Patrick James aura besoin de l'aide de la biologiste Lori Dale pour enrayer la catastrophe.

## Fiche technique
- Tire original : Snakehead Terror
- Titre français : Cultus : Organismes Génétiquement Monstrueux
- Réalisateur : Paul Ziller
- Scénario : Anthony L. Greene d'après une histoire de Patrick J. Vitale
- Musique : Ken Williams
- Directeur de la photographie : Mark Dobrescu
- Montage : Paul Ziller
- Décors : Shelley Bolton
- Costumes : Heather Douglas
- Effets spéciaux de maquillage : Mike Fields et John L. Healy
- Effets spéciaux : Allen Benjamin
- Effets visuels : Adam Stern
- Producteurs : Elizabeth Sanchez et Paul Ziller
- Producteurs exécutifs : Lisa M. Hansen
- Producteurs associés : John L. Healy et Warren Hill
- Coproducteur exécutif : David Bursteen
- Compagnies de production : CineTel Films, Sci Fi Pictures, Artsy Fartsy Pictures et Snakehead Pictures
- Distribution : CineTel Films
- Durée : 92 minutes
- Pays :  États-Unis -  Canada
- Langue : Anglais
- Son : Dolby Digital
- Image : Couleurs
- Ratio écran : 1.33:1
- Genre : Heroic Fantasy

## Distribution
- Bruce Boxleitner : Shérif Patrick James
- Carol Alt : Lori Dale
- Alistair Abell : Sammy
- Doug Abrahams : Adjoint Clark
- William B. Davis : Doc Jenkins
- Gary Jones : Colin Jenkins
- Juliana Wimbles : Jagger
- Bro Gilbert : Adjoint Reece
- P. Lynn Johnson : Norma
- Chad Krowchuk : Craig
- Matthew MacCaull : James
- Don MacKay : Ray Wilkens
- Ryan McDonell : Luke
- Darren Moore : Zeke
- Chelan Simmons : Amber James
- Manoj Sood : Raj